# Eduard Stekl
Eduard Andréyevich Stekl (Эдуа́рд Андре́евич Стекль), también conocido como Stoeckl (Estambul, 1804-París, 1892) fue un diplomático ruso conocido por haber negociado, en representación del gobierno ruso, la compra de Alaska por parte de los Estados Unidos. Fue hijo de Andreas von Stoeckl, diplomático austriaco en Estambul, y Mariya Pisani, hija de Nikolái Pisani, dragomán ruso en Estambul. Murió en París el 26 de enero de 1892. Ocasionalmente usó el título falso de barón.
En 1850 ocupó el cargo Encargado de negocios de la embajada rusa en Washington, y en 1854 alcanzó el puesto de ministro, vacante después de la muerte de Aleksandr Bodisko. Como su predecesor, Stekl se casó con una estadounidense, Elisa Howard.